# Montaigu, Vendée
Montaigu är en kommun i departementet Vendée i regionen Pays de la Loire i västra Frankrike. Kommunen ligger i kantonen Montaigu som tillhör arrondissementet La Roche-sur-Yon. År 2018 hade Montaigu 5 160 invånare.

## Befolkningsutveckling
Antalet invånare i kommunen Montaigu
| Referens: INSEE |